# Баланбаш
Баланбаш — селище середины бронзового века, принадлежащий к абашевской (баланбашской) культуре. Опорный и эпонимный памятник абашевской (баланбашской) культуры. Находится в современной Республике Башкортостан, Стерлитамакский район, мыс Баланбаш у посёлка Кузьминский. 
Открыто и первоначально обследовано П. А. Дмитриевым и К. В. Сальниковым в 1934 году.